# Giovannino de' Grassi

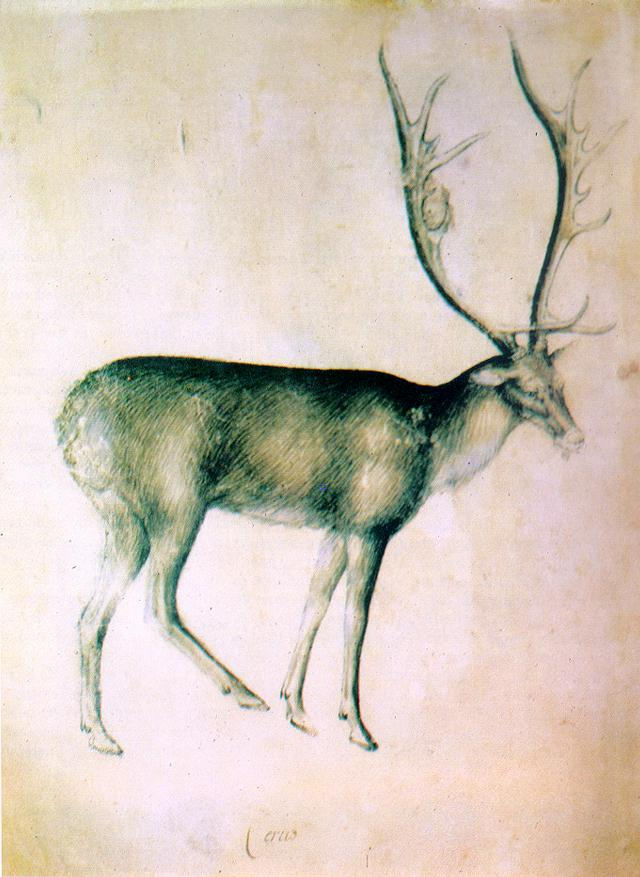
Hert uit het modellenboek, Biblioteca civica, Bergamo

Giovannino de' Grassi ( ??? – Milaan, 5 juli 1398)), was een Italiaanse kunstschilder, miniaturist, beeldhouwer en architect uit de late gotiek, bekend uit de documenten van de ‘Fabbrica del duomo di Milano’ vanaf 5 mei 1389 tot zijn dood in 1398.

## Biografische elementen
Giovannino de' Grassi was misschien afkomstig uit de regio rondom Como. Andere bronnen zeggen dat hij een zoon was van Guglielmo en in Milaan woonde, eerst in de parochie van San Tomaso in Terramara en daarna in die van San Giovanni sul Muro. Hij zou geboren zijn tussen 1355 en 1360.
Het eerste document waarin hij vernoemd wordt is van de ‘Fabbrica del duomo’ in Milaan en betreft een aankoop van penselen, die plaatsvond op 5 mei 1389. Documenten die van een vroegere activiteit getuigen zoals het schilderij met een afbeelding van Gallus van St-Gallen dat hij maakte in opdracht van de Visconti voor de kathedraal, ontbreken volledig. Uit de documenten van de dom van Milaan blijkt dat ook zijn broer Paulino meewerkte aan de dom, hij wordt vernoemd op 3 oktober 1395 en daarna nog één keer op 9 februari 1396. Ook een zoon van Giovannino, Solomon, was ingehuurd als ingenieur van de kathedraal, maar die overleed al voor december 1400. Giovannino zelf was aangesteld als architect die verantwoordelijk was voor de bouw en de sculpturale versiering van het koor en de kruisbeuk.
De identificatie van deze artiest met de schilder Giovanni da Milano wordt ondertussen niet meer gebruikt.

## Opleiding
Op basis van de veronderstelde geboortedatum moet zijn opleiding gesitueerd worden tussen het einde van de jaren zestig en de jaren zeventig van de veertiende eeuw, toen de artistieke cultuur van het Visconti domein werd gekenmerkt door grote innovaties, aangemoedigd door Bernabò en Galeazzo II Visconti. Tijdens die periode werd het kasteel van Pavia gedecoreerd, waarvoor ook Bolognese en Mantuaanse kunstenaars werden ingezet. Ook Fransen zoals Jean d'Arbois waren in die periode in Milaan. Via Bianca di Savoia was er een uitwisseling van verluchte manuscripten met Frankrijk en de Visconti-bibliotheek werd in die periode opgericht. Giovannino zou als jonge man gewerkt hebben in het atelier dat de Guiron le Courtois (zie hierna), nu bewaard in Parijs, vervaardigde.

## Werken

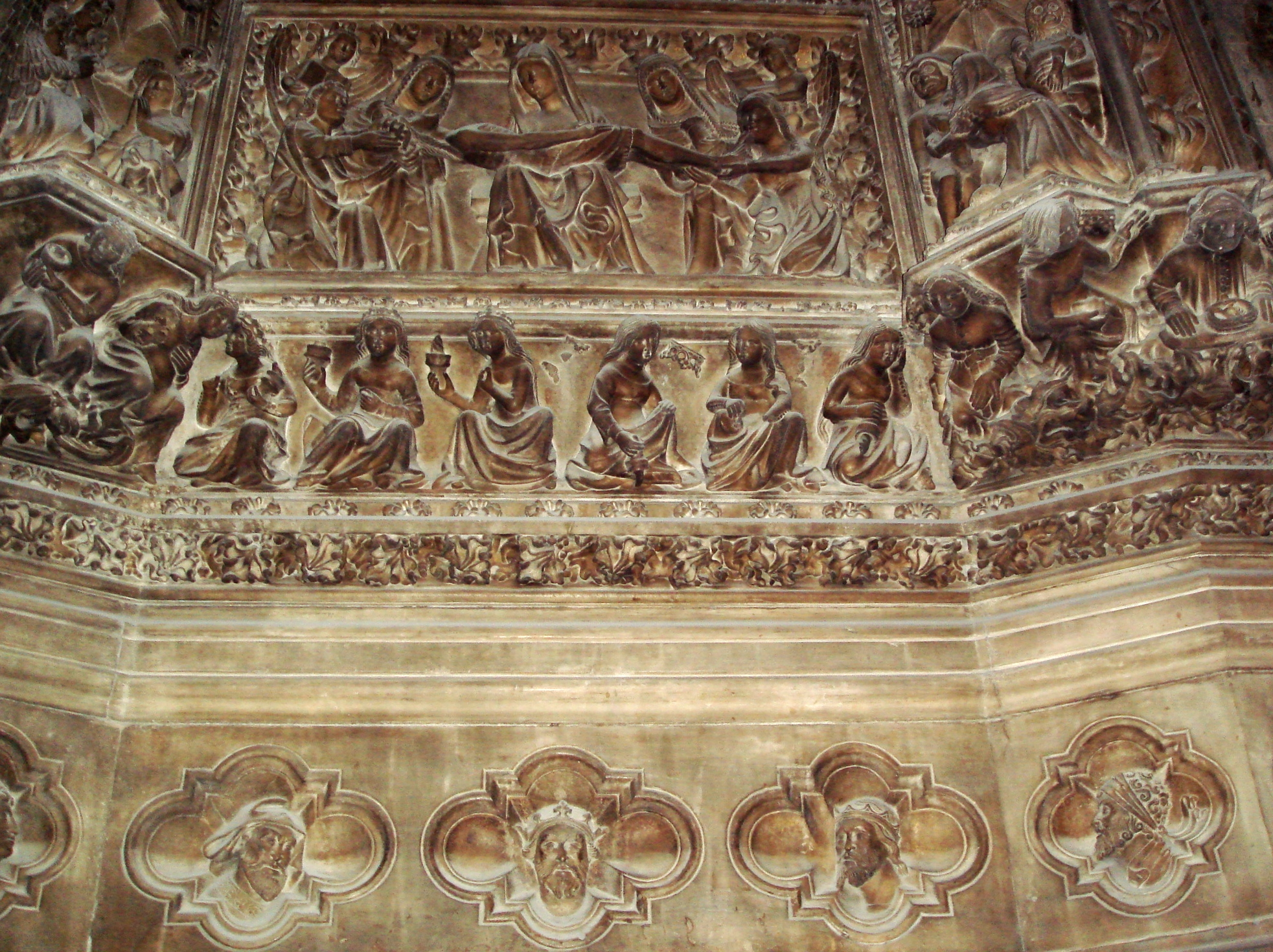
Portaal van de zuidelijke sacristie in de dom van Milaan. De profetenkoppen onderaan worden toegeschreven aan Giovannino de' Grassi.

### Architectuur
De activiteit van Giovannino als architect, die we kennen uit de Annali della Fabbrica, begon vorm te krijgen in januari 1390, toen de meester de opdracht kreeg om tekeningen voor de Fabbrica del duomo te maken, waarschijnlijk in verband met de vorm van de pijlers waarover discussies waren. Op 19 februari werd hij betaald voor twee kleine Majestas op canvas voor offerblokken en in oktober herschilderde hij het vaandel van de heilige Gallus.
In maart 1391 kocht de Fabbrica del duomo voor Giovannino, nog steeds schilder genoemd, de gereedschappen die nodig waren om marmer te bewerken. Hij probeerde waarschijnlijk aan te tonen dat hij geschikt was om als beeldhouwer te worden aangesteld op de belangrijkste bouwwerf op dat moment actief in Milaan. Die gelegenheid ontstond door het vertrek van de Duitse beeldhouwer Hans Fernach naar Keulen.
De betalingen aan Giovannino voor het beeldhouwwerk gingen de volgende maanden door, met de belangrijke verduidelijking dat het "opmerkelijk subtiele" figuren waren. Het zou kunnen gaan over werken aan de lavabo met de Samaritaanse vrouw in de zuidelijke sacristie van de duomo. Voor dat werk is er een expliciete betaling gedateerd op 8 augustus 1391.
Op 12 juli 1391 werd Giovannino aangesteld als ingenieur van de Fabbrica del duomo in Milaan en op 16 juli aangenomen op proef voor vier maanden, met het aanzienlijke salaris van 12 gouden florijnen per maand. Het was in de kritieke periode waarin de aanzichten van de kathedraal werden ontworpen. In een document van 16 augustus wordt expliciet gezegd dat hij ontwerpen moest maken voor de kathedraal.

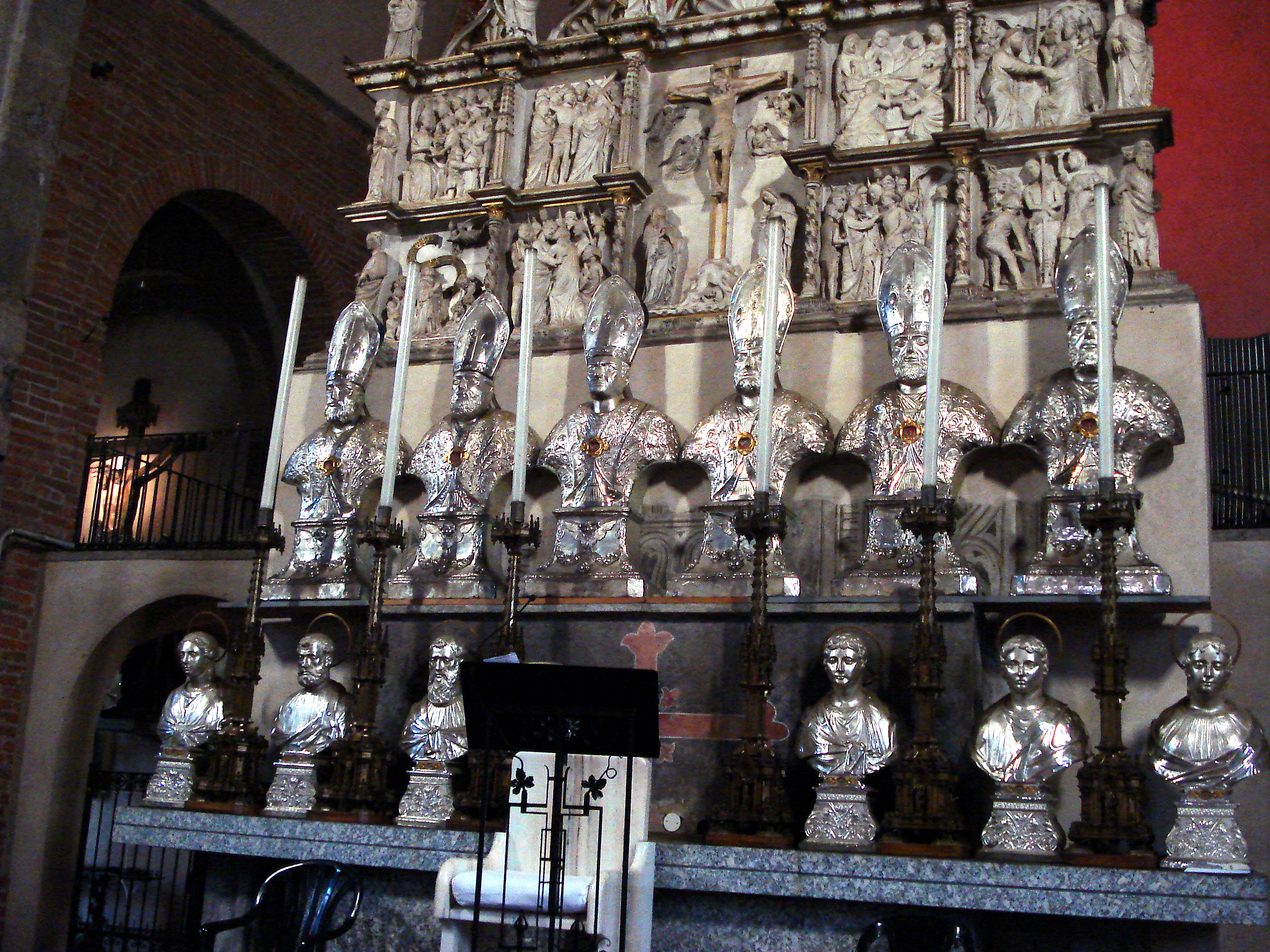
Altaar van Sant’Eustorgio in Milaan van de hand van Giovannino de' Grassi e Matteo da Campione

Op 30 november 1391 wordt hij bevestigd in zijn functie en met het advies van de wiskundige Gabriele Stornaloco uit Piacenza, worden berekeningen voor de hoogbouw gemaakt. Hij wordt de hoofdverantwoordelijke voor de architectuur van de kathedraal, daarin bijgestaan door een aantal bekwame ingenieurs zoals Giacomo da Campione. Niettemin bleef hij nog zelf werken uitvoeren zoals blijkt uit een boeking van 5 februari 1393 over 84 vellen bladgoud die hij had ontvangen voor het vergulden van een standbeeld van de heilige Catharina in de noordelijke transept. Ook nadien was hij verder betrokken bij decoratiewerken. Op 22 november 1394 kreeg hij samen met Giacomo da Campione de opdracht om een dwarsbeuk voor de kathedraal te ontwerpen die moest komen ter hoogte van de sacristieën. In het voorjaar van 1395 maakte hij nog een houten model van de kathedraal. Ondertussen werkte hij ook in Pavia in dienst van Gian Galeazzo Visconti, zoals blijkt uit een document van oktober 1395. In oktober 1396 werd de meester betaald voor de miniaturen van een grammatica voor de eerstgeborene Giovanni Maria.

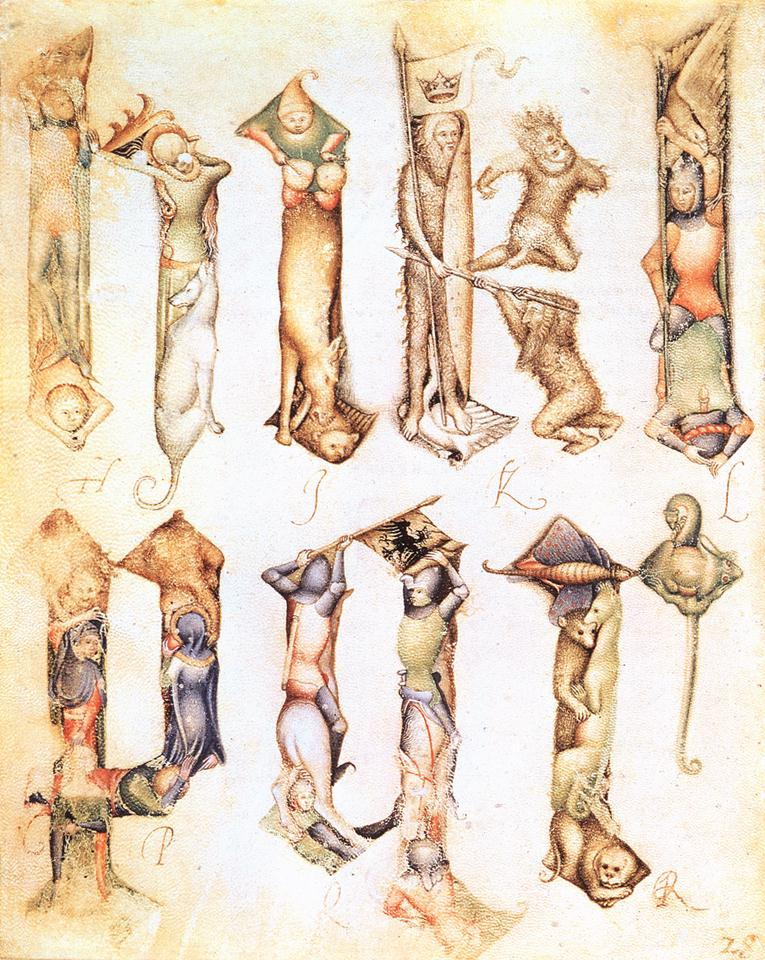
Hoofdletters uit het schetsboek, Biblioteca civica, Bergamo

### Handschriften

#### Schetsboek
Giovannino de' Grassi is vooral bekend om het perkamenten schetsboek of modellenboek dat van zijn hand zou zijn en nu bewaard wordt als Cassaf 1.21 in de Biblioteca Civica "Angelo Mai" in Bergamo, Italië. Het bevat voornamelijk tekeningen van dieren, figuren en taferelen uit het hoofse repertoire, decoratieve en heraldische motieven en een alfabet in een cursief gotisch schrift, dat uit menselijke en dierlijke figuren is samengesteld. Op f2r van het manuscript meende men in de scène van de presentatie in de tempel, de datum 1370 te zien, die dan ook dikwijls werd gezien als de begindatum van het werk.  Op f4v vinden we de inscriptie ‘Iohininus de Grassis designavit’. Het eerste van de vier bundels waaruit het schetsboek is samengesteld zou van zijn hand zijn (f1r-f8r), de rest zou het werk zijn van volgelingen en tijdgenoten.
De tekeningen in het werk zijn een van de belangrijkste getuigenissen van de Lombardische bronnen van het laatgotische naturalisme. Ze tonen een realistische observatie van de werkelijkheid die verhalend en vloeiend wordt weergegeven, elke monumentaliteit ontbreekt, de werken zijn eerder kleinschalige ontwerpen maar met een verfijnde en precieuze lijnvoering en chromatiek.

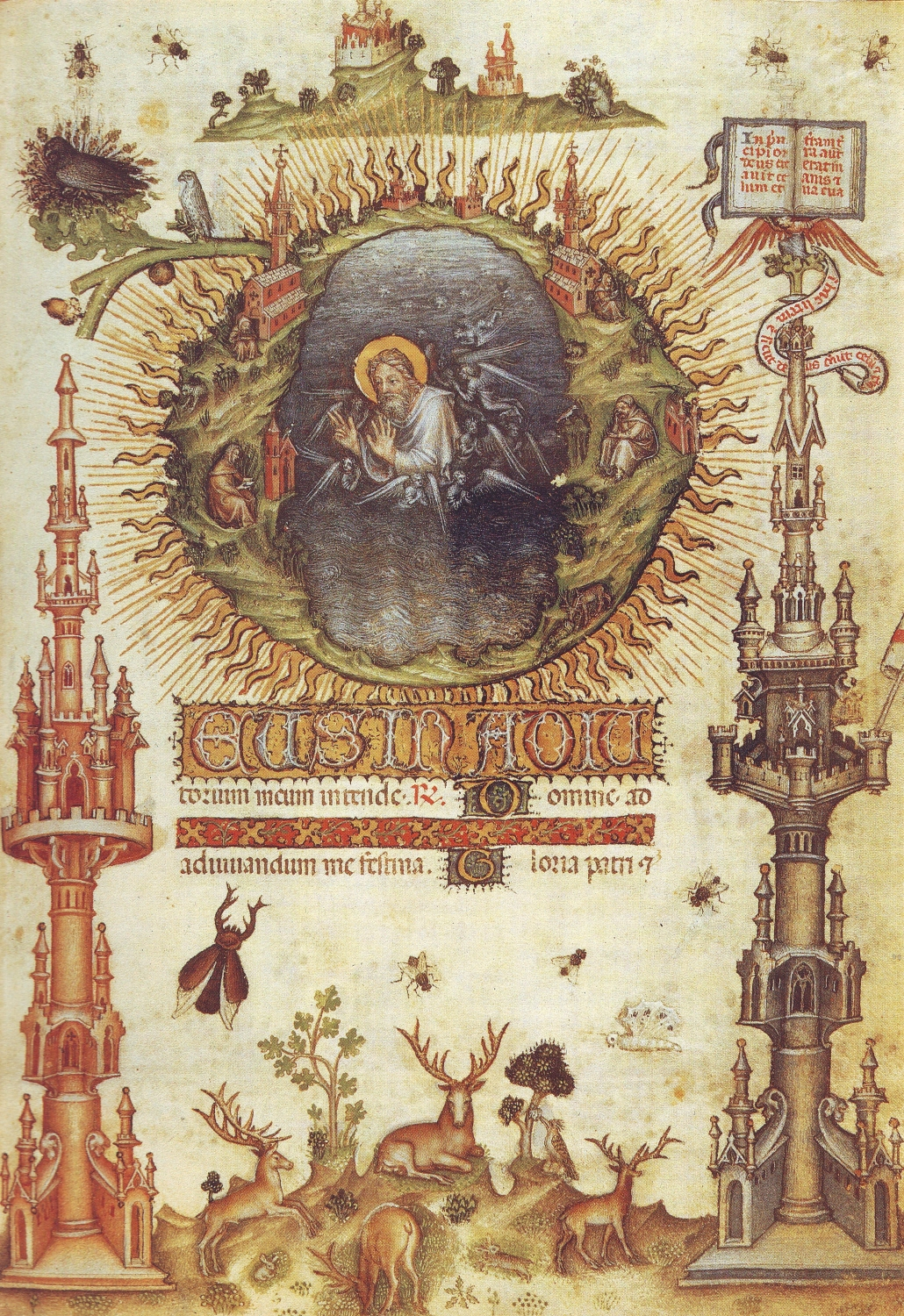
Heremieten bidden tot God

#### Getijdenboek van Gian Galeazzo Visconti
Giovannino kreeg ook de opdracht voor een getijdenboek dat we nu kennen als het Getijdenboek van Gian Galeazzo Visconti, toen hij werkte aan het hof van de Visconti. Het handschrift wordt nu bewaard in de Biblioteca Nazionale Centrale di Firenze met als signatuur vol I: Ms. Banco Rari 397 en vol II: Ms. Landau Finaly 22. Het bestond origineel uit twee volumes: een psalter en een getijdenboek. Het werk werd begonnen door Giovannino de' Grassi maar viel stil bij diens dood in 1398. Gian Galeazzo Visconti stierf in 1402, zijn opvolger en zoon Filippo Maria Visconti liet het handschrift afwerken door Belbello da Pavia.

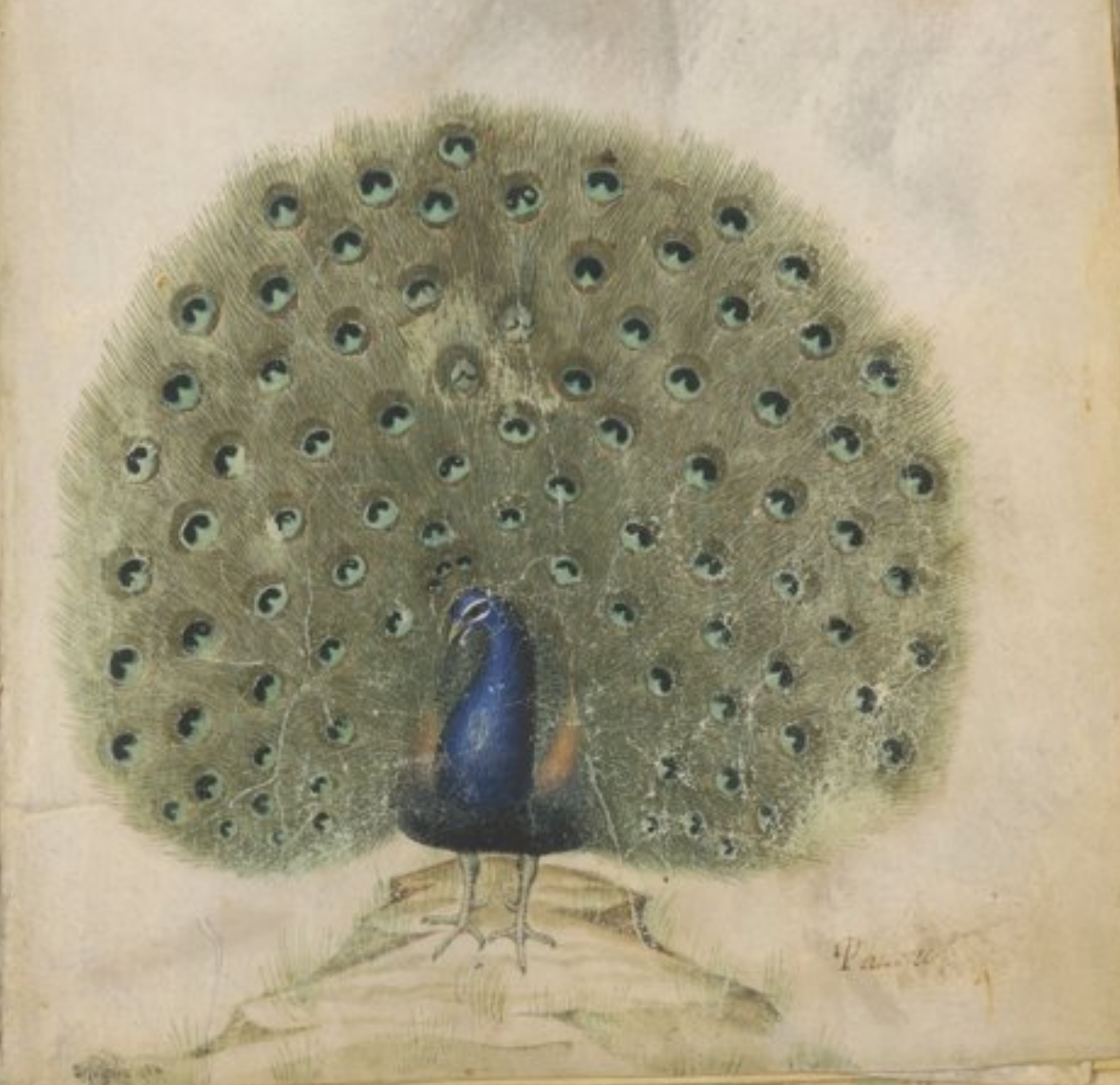
Pauw uit het schetsboek.

#### Guiron le Courtois
Een ander verlucht handschrift waaraan hij zou meegewerkt hebben is de Guiron le Courtois, nu bewaard in de BnF in Parijs als Nouv. Acq. Fr. 5243, dat hij maakte in opdracht van Bernabò Visconti. De bijzondere naturalistische connotatie van de scènes in de bas-de-page en hun uitvoeringstechniek in afgezwakte kleurschakeringen verspreid over de tekening met subtiele tinten en verschillende stilistische verwijzingen laten toe te veronderstellen dat de jonge Giovannino aanwezig was in de werkplaats van de Guiron, en de meest trouwe vertolker bleek te zijn in een 'internationale' toonsoort van de vernieuwingen van de anonieme Lombardische meester van de Guiron, met veel aandacht voor de figuratieve cultuur van Verona en Emilia.

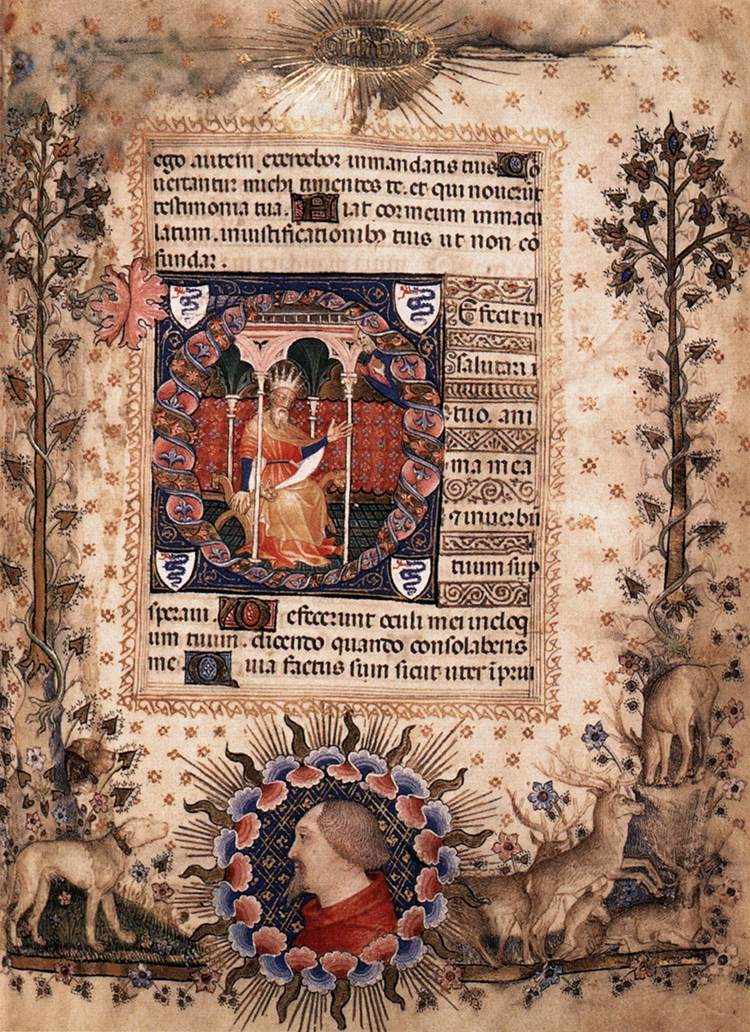
Illustratie bij psalm 118. Caph. Defecit. (vers81)

#### Missaal-getijdenboek
Een ander manuscript waarin verdere verwijzingen naar de stilistische bronnen van Giovannino kunnen worden aangeduid, is een missaal-getijdenboek, eveneens bewaard in de Bibliothèque nationale in Parijs als Lat. 757. Het werd gemaakt in opdracht van Bertrando de Rossi, een Italiaanse diplomaat uit de familie Rossi van Parma die ook actief was in de omgeving van het Visconti hof bij Gian Galeazzo Visconti. Dit manuscript was het werk van de belangrijkste miniaturenateliers die actief waren in Milaan in de jaren tachtig zoals dat van Giovanni di Benedetto da Como, Anovelo da Imbonate, de Lancelot-meester van de Tacuinum Sanitatis, de meesters van de Smith-Lesoueff 22 en van het Getijdenboek van Modena.

#### Andere
Hierbij nog een lijst van werken die aan deze kunstenaar worden toegeschreven:
- De 24 frontispices in de Historia Plantarum, einde 14e eeuw , Biblioteca Casanatense Ms. 459, Rome
- Een Tacuinum sanitatis, ca. 1380, Universiteit van Luik, Ms. 1041
- Een Tacuinum sanitatis, kort voor 1400,  BnF, Ms. lat. nouv. acq. 1673, Parijs
- Frontispice in Beroldo breviarium, 1397-1398, Biblioteca Trivulziana Ms. 2262, Milaan
- Minstens één miniatuur, de aspergeplukkers, in het huisboek van de familie Cerruti, late 14e eeuw, Österreichische Nationalbibliothek, Wenen
- De meeste miniaturen in de Codex Astensis (ook de Malabayla genoemd of de Codice d'Asti in het Italiaans), 14e eeuw, Asti, Archivio storico del Comune

## Web links
- Sketchbook of Giovannino de' Grassi, afbeeldingen online
- Model Book of Giovannino de Grassi, afbeeldingen online

- Biblioteca Nacional de España: XX1619073
- Bibliothèque nationale de France: cb15068895r (data)
- Stuttgart Database of Scientific Illustrators 1450–1950: 8930
- Gemeinsame Normdatei: 119398249
- International Standard Name Identifier: 0000 0001 1898 0308
- Library of Congress Control Number: n84005699
- Nationale Bibliotheek van Israël: 987007261916405171
- Nederlandse Thesaurus van Auteursnamen: 070376166
- RKD-Nederlands Instituut voor Kunstgeschiedenis: 33383
- Istituto Centrale per il Catalogo Unico: MILV032566
- Système universitaire de documentation: 079025307
- Trove: 944890
- Union List of Artist Names: 500001194
- Virtual International Authority File: 95687884
- WorldCat: E39PBJcWvDvH8qcWtQGPDgkVYP